# Margarete Schmidt
Margarete Schmidt († März 1915 in Nancy) war eine deutsche Krankenschwester, die als Spionin für das Deutsche Kaiserreich arbeitete. Sie wurde im März 1915 in Nancy, Frankreich, als eine der ersten Personen im Ersten Weltkrieg wegen Spionage zum Tode verurteilt und durch Erschießen hingerichtet. Außer Schmidt ereilte im Mai 1915 in Bourges die Krankenschwester Ottilie Moss und am 20. August 1916 Félice Pfaad in Le Pharo in Marseille das gleiche Schicksal.
Das Deutsche Kaiserreich nutzte die Hinrichtung von Margarete Schmidt und Ottilie Moss als Rechtfertigung für die Hinrichtung der angeblichen britischen Spionin Edith Cavell im Oktober 1915.